# ウィリアム・チェンバーズ (建築家)

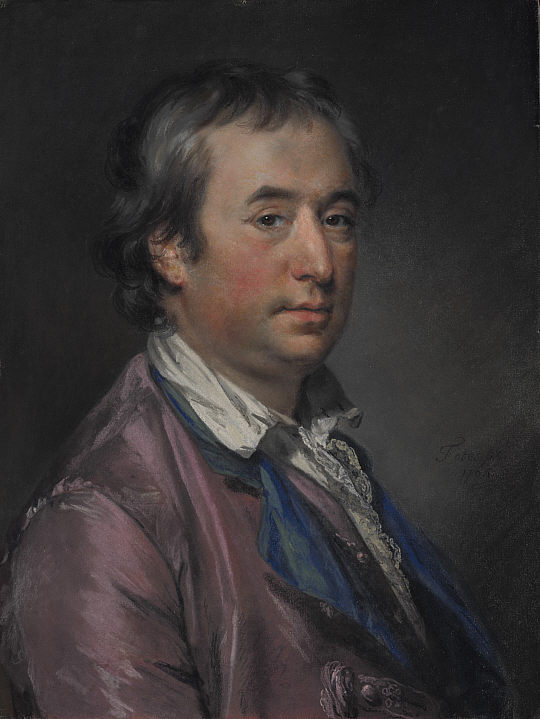
フランシス・コーツによる肖像画、1764年。

サー・ウィリアム・チェンバーズ（Sir William Chambers, 1723年2月23日 - 1796年3月8日）は、イギリスの建築家。キュー・ガーデンズ（現在の王立植物園）のグレート・パゴダやサマセット・ハウスの設計者として知られる。ロイヤル・アカデミー創設メンバーで、18世紀のイギリス建築に最も大きな影響を与えた人物の一人である。

## 生涯
チェンバーズは、スウェーデンのイェーテボリで誕生した。父はスウェーデン王立軍に軍需品を納入する成功したスコットランド系の商人で、1740年になると、彼はその跡継ぎとなるべくイギリスで教育を受けたあと、16歳でスウェーデン東インド会社に就職した。以後1749年まで、インド、中国そして広東に勤務し、渡航している。
チェンバーズが建築家になる転機となるのは、1748年に本国に送付した中国の建築と文化の調査記録である。これが当時の中国研究者の間で絶賛され、帰国後、彼はイギリスの王太子フレデリック・ルイスに謁見を許された。当時、王太子は中国趣味に興味を持ち、キューガーデンをシノワズリー庭園に改装することを意図していた。チェンバーズはこの時「孔子廟」と「アルハンブラ宮殿」の設計に携わったとされる。ただし、彼自身はそれを否定している。
皇太子との会見を契機としてチェンバーズは建築家を志し、1749年に会社を退職した。1749年、ヨーロッパに戻り、主にパリとイタリアで建築と造園を学ぶ。パリでは、ジャック・フランソワ・ブロンデルのエコール・デ・ボザールで建築を学び始め、後に新古典主義を担うジュリアン・ダヴィド・ル・ロワや マリ・ジョセフ・ペール、シャルル・ド・ヴァイイらと交友関係を持った。
1753年の結婚を契機として、チェンバーズはローマに移り住む。住居がジョヴァンニ・バッティスタ・ピラネージのアトリエに近かったこともあり、彼を通じて画家のクロード・ジョセフ・ヴェルネやジャン＝バティスト・グルーズ、ユベール・ロベール、アカデミー・ド・フランスに在籍していたエヌモン＝アレクサンドル・プチト、ガブリエル＝ピエール・マルタン・デュモン、ルイ・ジョセフ・ル・ロランといった建築家たちと交流した。

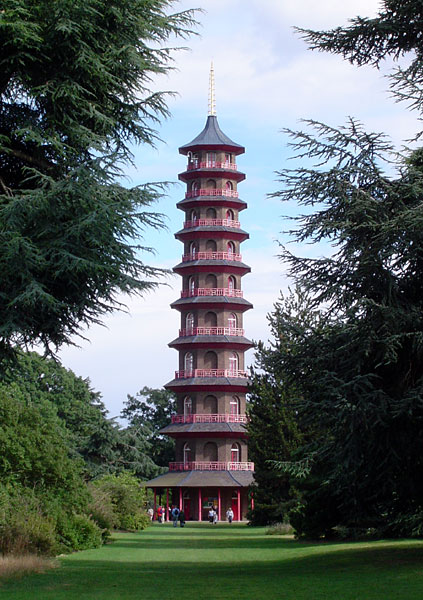
グレート・パゴダ

チェンバーズがイギリスに移住し、ロンドンのラッセル通りに居を構えたのは、1755年である。
ロバート・アダムに評されるように、チェンバーズは既に非常に高名な建築家であった。彼は「孔子廟」の設計を否定しているので、設計した建築は何一つ実現していなかったことになるが、それにもかかわらず、1757年には、王太子ジョージとその母オーガスタの建築教師に抜擢されている。この王室の恩顧を受けて、以後、チェンバーズは着実に出世した。王太子が即位すると、チェンバーズは官僚としてのキャリアをスタートさせる。1757年、中国に関する書物を出版する。1758年から1年間、キューガーデンの監督官となり、同庭園内にパゴダと呼ばれる中国式の点景建築をとりいれる。
1761年に、ロバート・アダムと伴に王室付建築家に、次いで1769年には建築監査官に任命される。また協会員としては、1762年にパリの王立建築家協会の会員、1766年にスウェーデン科学アカデミーにそれぞれ選出されており、1768年には、ロンドンのロイヤル・アカデミー・オブ・アーツ創設にともなって、初代収入役に就任した。
1770年、スウェーデン王から北極星勲位が与えられたのに伴い、ジョージ3世より騎士の称号を授与された。1775年には、彼の最大の作品であるサマセット・ハウス建設の権限を手に入れ、1782年に建築総監となった。以後は、サマセット・ハウスの建設と1791年に出版される著作『公共建築論』（Treatise on Civil Architecture）第3版、その補強板『公共建築装飾論』（Treatise on the Decorative Part of Civil Architecture）の執筆に専念した。イギリスにおいて、彼と交友関係を持った人物は、好古家ロバート・ウッド、ロイヤル・アカデミー初代総長ジョシュア・レイノルズ、リチャード・ウィルソンらである。

## 影響
チェンバーズは、その著作や交友関係、弟子たちを通じて、また官庁の役人として、後世に大きな影響を残している。彼の様式は、装飾の厳格さ、オーダーの性格とその使い方を探求する学問的な側面においては、確かに新古典主義のものであるが、全体としてはイギリスのパッラーディオ主義を基礎とする折衷的なものである。
初期の作品である「皇太子の霊廟計画案」ではロマン主義的な処理を行い、晩年には、その著書『公共建築論』において、次のように述べ、ピクチャレスク的な見解をオーダーの理論に採り入れている。「円柱にみられる光から影への推移は、段階的で容易なものである。しかし、付け柱の場合には、この推移は起伏が激しく、かつ強い対照を引き起こす。円柱の表面の様々な変化は流れるように続き、それと分かりにくいものである。だが、付け柱の表面の場合には、変化は急で、全く反対の方向に生じる。それゆえ、付け柱の方が、想像力に対して突然の激しい印象を生み出すのに適しているのである。」
すなわち、チェンバーズの建築作品は、ライバルであったロバート・アダムと同じように、パッラーディオ主義の伝統と新古典主義、そしてピクチャレスクの概念との間で揺れ動いていた。しかし、アダムのように、それらの建築様式を軽快で華やかなものに展開していくことはなく、アダムほどの人気を博すことはなかった。
キューガーデンでの庭園内に造られた建築物により絵画のように視覚的な趣向を凝らし雰囲気を味わうよう構成するこのような構成の庭園をピクチュアレスク庭園と呼ばれていくが、これをきっかけに、ウィリアム・ソースンと書簡による論争を起こし、自身の庭園理論は絵画派に発展、当時イギリス式庭園主流の風景式庭園ブラウン派と対立を深める。

## 主要作品
- 1752年設計　皇太子フレデリックの霊廟計画案
- 1755年設計　ヨークシャーのヘアウッド・ハウス計画案
- 1757年起工・1769年完成　マリーノのカジノ（ダブリン）
- 1762年起工・1767年完成　ダディングストン邸宅（エディンバラ）
- 1776年起工・1786年完成　サマセット・ハウス（ロンドン）

## 関連図書
- Monkhouse, William Cosmo (1887). "Chambers, William (1726-1796)" . In Stephen, Leslie (ed.). Dictionary of National Biography (英語). Vol. 10. London: Smith, Elder & Co. pp. 26–27.